# Campeonato Europeo de Remo de 1923
El XXV Campeonato Europeo de Remo se celebró en Como (Italia) en 1923 bajo la organización de la Federación Internacional de Sociedades de Remo (FISA).
En total se disputaron cinco pruebas diferentes, todas ellas en la categoría masculina.

## Resultados

### Masculino
| Evento                 | Oro | Plata | Bronce |
| ---------------------- | --- | --- | --- |
| Scull individual M1X   | Rudolf Bosshard · Suiza | Bert Gunther · Países Bajos | Gustav Zinke Checoslovaquia |
| Doble scull M2X        | Rudolf Bosshard · Heinrich Thoma · Suiza | Bert Gunther · E. van Toorenburg · Países Bajos | Erminio Dones Lorenzo Salvini Italia |
| Dos con timonel M2+    | Édouard Candeveau · Alfred Felber · Émile Lachapelle (t) · Suiza                                                                                    | Giovanni Scatturin Giuseppe Tassan Gino Sopracordevole (t) Italia                                                                                            | Eugène Constant Raymond Talleux Ernest Barberolle (t) Francia                                                                                      |
| Cuatro con timonel M4+ | Émile Albrecht · Richard Frey · Alfred Probst · Eugen Sigg · Hans Steiger (t) · Suiza                                                               | Willy Rösingh · Teun Beijnen · P. M. Duyvis · M. M. C. Posno · M. O. Davis (t) · Países Bajos                                                                | Lajos Wick Sándor Hautzinger Zoltán Török Károly Muhr Károly Koch (t) Hungría                                                                      |
| Ocho con timonel M8+   | Luigi Miller Carlo Toniatti Šimun Katalinić Pietro Ivanov Giuseppe Crivelli Frane Katalinić Bruno Sorić Latino Galasso Vittorio Gliubich (t) Italia | Hans Schöchlin · Arnold Reymond · Moritz Müller · Karl Schöchlin · Heinrich Hauser · Hans Wendling · Paul Käser · Hans Rüfenacht · Walter Tenger (t) · Suiza | Emil Ordnung Viktor Langer Václav Kautský Ferdinand Brožek Oldřich Votík Karel Knop Stanislav Bouška Ivan Schweizer Josef Jabor (t) Checoslovaquia |

## Medallero
| Núm. | País           | Oro | Plata | Bronce | Total |
| ---- | -------------- | --- | ----- | ------ | ----- |
| 1    | Suiza          | 4   | 1     | 0      | 5     |
| 2    | Italia         | 1   | 1     | 1      | 3     |
| 3    | Países Bajos   | 0   | 3     | 0      | 3     |
| 4    | Checoslovaquia | 0   | 0     | 2      | 2     |
| 5    | Francia        | 0   | 0     | 1      | 1     |
| 5    | Hungría        | 0   | 0     | 1      | 1     |
|      | TOTAL          | 5   | 5     | 5      | 15    |